# Aleh Loukachevitch
 (avril 2019).
Aleh Vatslavavitch Loukachevitch (en biélorusse : Алег Вацлававіч Лукашэвіч ; en russe : Олег Вацлавович Лукашевич, Oleg Vatslavovitch Loukachévitch), né le 27 mars 1972, est un présentateur de la télévision, journaliste, réalisateur, photographe et éditeur biélorusse. 

## Biographie
Aleh Loukachevitch est né le 27 mars 1972 à Liakhavitchy (Biélorussie). 
En 1995, il est diplômé de la faculté du journalisme de l’Université d'État biélorusse. Un an plus tard, il effectue un stage de réalisateur et d’opérateur de programmes télévisés dans le centre international « CIRNEA », situé à Paris. Il devient le premier journaliste biélorusse accrédité pour suivre le Festival de Cannes.
Depuis 1994, Aleh Loukachevitch ne cesse pas de créer pour la télévision biélorusse : Zniata! (C’est filmé!), programme sur le cinéma et la photographie, Nacha spadtchyna (Notre patrimoine) sur le patrimoine culturel biélorusse, Novaïa collectsyïa (Nouvelle collection), émissions qui éclairent les dernières sorties du cinéma international et les semaines de la mode à Paris et qui sont construites autour de reportages et interviews originaux, Epokha (L’époque), programmes dédiés aux grandes personnalités nées sur le territoire biélorusse qui ont apporté une contribution importante au patrimoine de l’humanité. Il a interviewé plus d’une centaine de personnalités, dont des réalisateurs de renommée internationale, acteurs, couturiers, représentants du show-business , etc.
Il s’initie à la photographie professionnelle en 2001, et dès lors, fait partie des membres de l’union biélorusse des photographes-artistes. 
Depuis 2003, en collaboration avec Aliaksandr Aliakseïew, il lance le projet artistique Patrimoine du Bélarus qui est destiné à offrir une représentation internationale au patrimoine biélorusse historique et culturel. Il comprend l’édition d'albums de présentation, l’organisation d'expositions internationales de photos, la réalisation de films documentaires et de programmes télévisés visant le public international. 
Depuis novembre 2010, Aleh Loukachevitch a rejoint le Conseil Républicain public dans le domaine de la culture et de l’art auprès du Conseil des Ministres de la République du Bélarus. Avec Aliaksandr Aliakseïew, il a organisé l’ouverture du premier pavillon de la République du Bélarus au 64e Festival de Cannes. En mai 2011 il est nommé directeur du pavillon National.

## Filmographie
- Boris Zaborov: La longue route du retour. (Bèlarus, 52 min) 2010
- Artistes de l'Ecole de Paris. (Bèlarus, 104 min) 2011[2]
- Marc Chagall. La couleur de l'amour. (Bèlarus, 26 min) 2014[3]
- Ossip Lubitch. Contemplateur de la vie. (Bèlarus, 26 min) 2014
- Ossip Zadkine. L'imbrication de la lumière et des ombres. (Bèlarus, 26 min) 2014
- Léon Bakst. Le maître d'une ligne. (Bèlarus, 26 min) 2014
- Chaïm Soutine. Soif de couleur. (Bèlarus, 26 min) 2014
- Nadia Khodossievitch-Léger. La prospection. (Bèlarus, 26 min) 2014

## Distinctions
Aleh Loukachevitch a reçu le prix d’honneur Jerzy Giedroyc en 2001, 2003 et 2009 qui distingue l’excellence en journalisme dans le domaine culturel.
En janvier 2005, son travail est récompensé par le Prix du Président de la République de la Biélorussie Pour la renaissance spirituelle.
En février 2005 il se voit attribuer le Diplôme de Francysk Skaryna du Ministère de l’information de la République de Biélorussie.